# Eyalet di Trebisonda
L'eyalet di Trebisonda (in turco Trabzon Eyaleti) fu un eyalet dell'Impero ottomano, nell'area dell'Anatolia.

## Storia
L'eyalet di Trebisonda venne a formarsi nel 1461 con la conquista dell'ultimo territorio cristiano rimasto in Anatolia dopo il crollo dell'Impero romano d'oriente. L'Impero di Trebisonda che aveva occupato l'area in precedenza, passò completamente il proprio territorio sotto la sovranità ottomana che vi istituì pertanto una provincia (eyalet) che rimase tale sino alle riforme di metà Ottocento che la portarono a divenire un vilayet. La religione mantenne l'originaria impostazione bizantina de facto sino alla metà del XVIII secolo quando la soverchiante potenza ottomana risistemò anche il campo religioso ponendo l'islam come religione di Stato ufficiale.

## Geografia antropica

### Suddivisioni amministrative
| I sanjak dell'eyalet di Trebisonda nel XVII secolo erano: 1. sanjak di Gomish khaneh 2. sanjak di Jankha (Canik?) 3. sanjak di Wiza 4. sanjak di Gunia 5. sanjak di Batumi | I sanjak alla metà del XIX secolo erano: 1. sanjak di Trebisonda 2. sanjak di Kerasun 3. sanjak di Lazistan |